# Мади О'Райли
Мади О'Райли (на английски: Maddy O’Reilly) е американска порнографска актриса и режисьор на порнографски филми.

## Ранен живот
Родена е на 3 май 1990 г. в град Маунт Ери, щата Северна Каролина, САЩ.
Работи като сервитьорка в ресторант, след което и като продавач на автомобили.

## Кариера
Започва кариерата си в порноиндустрията през август 2011 в Маями, където снима първата си сцена за компанията „Мофос“. След това работи с някои от най-големите компании в бизнеса като „Уикед“, „Брейзърс“, „Джулс Джордан видео“ и „Ийвъл Ейнджъл“.
Твърди, че е фен на порното от преди да влезе в бизнеса и предпочита груби и агресивни сцени, където е изцяло на показ садомазохизмът, примесен със силата и контрола. Тя казва още: „Обичам да изследвам моето тяло и телата на другите и да откривам много начини за оргазъм...И най-вече обичам порното, защото мога да изразя своята сексуалност по-открито и да бъда около хора със същите възгледи.“
В края на 2013 г. прави дебютната си сцена с анален секс във филма „Мади“.
През 2014 г. започва да се изявява и като режисьор на порнографски филми. Най-напред режисира съвместно с Фрик филма „Мади О'Райли е уличница“, след което прави и самостоятелна режисура на филма „Подчиняването на Мади О'Райли“.
Включена е в списъка „Мръсната дузина“ (2014 г.) на телевизия CNBC за най-популярните звезди в порното.

## Награди и номинации
Носителка на награди
- 2014: AVN награда за най-добра соло секс сцена – „Не е магьосникът от Оз ХХХ“.[10]
- 2015: XBIZ награда за най-добра актриса (в продукция с тематика двойки).[11]

Номинации
- 2012: Номинация за NightMoves награда за най-добра нова звезда.[12]
- 2013: Номинация за AVN награда за най-добра нова звезда.[13][14]
- 2013: Номинация за XRCO награда за нова звезда.[15]
- 2013: Номинация за XRCO награда за Cream Dream.[15]
- 2013: Номинация за XBIZ награда за най-добра нова звезда.[16]
- 2014: Номинация за AVN награда за изпълнителка на годината.[17]
- 2014: Номинация за XRCO награда за най-добра актриса – „Не е магьосникът от Оз ХХХ“.[18]
- 2014: Номинация за XRCO награда за оргазмен оралист.[18]
- 2015: Номинация за AVN награда за изпълнителка на годината.[19]
- 2015: Номинация за XBIZ награда за изпълнителка на годината.[20]